# Bogserbåten Ted

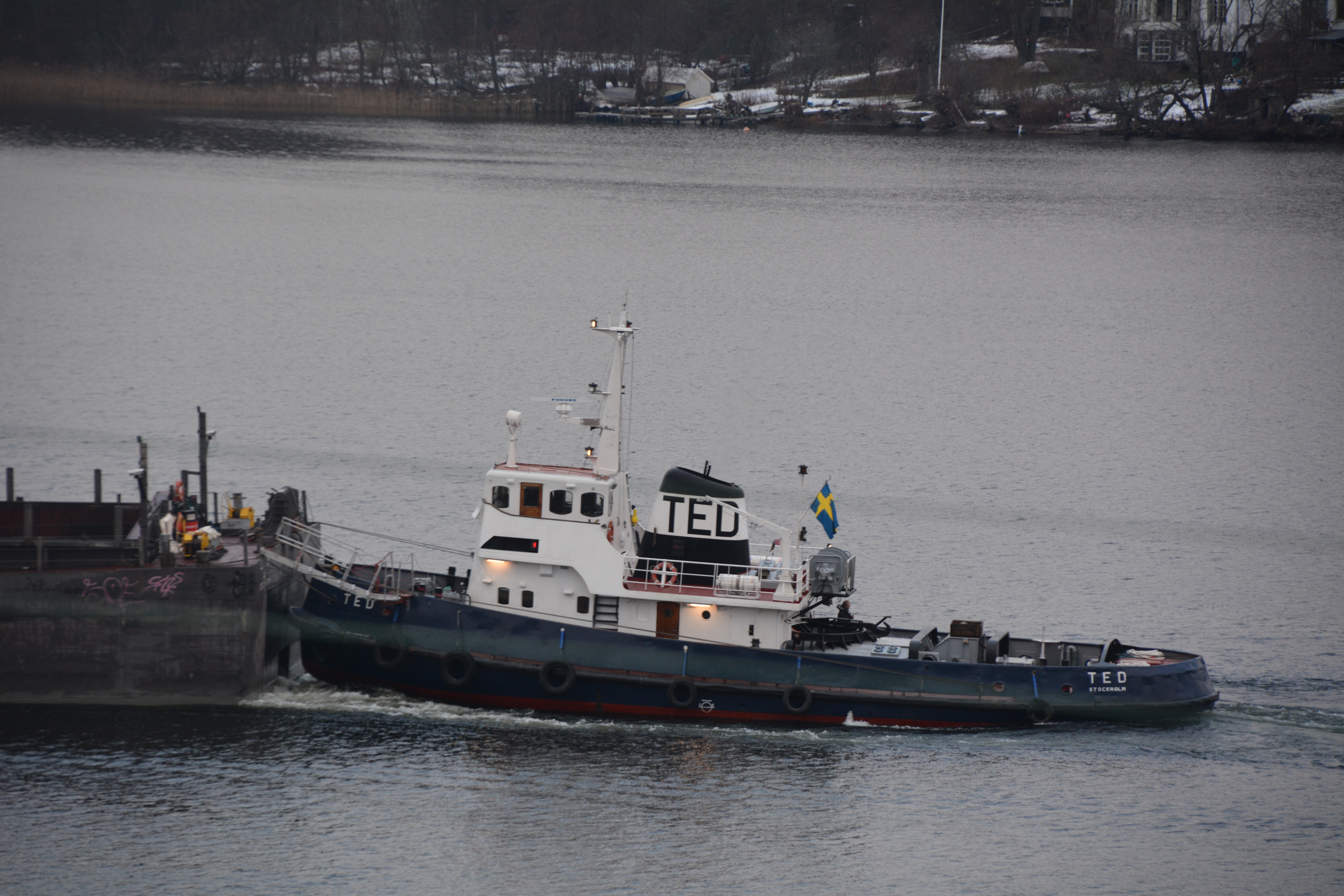
Ted skjuter på en pråm i Mälaren

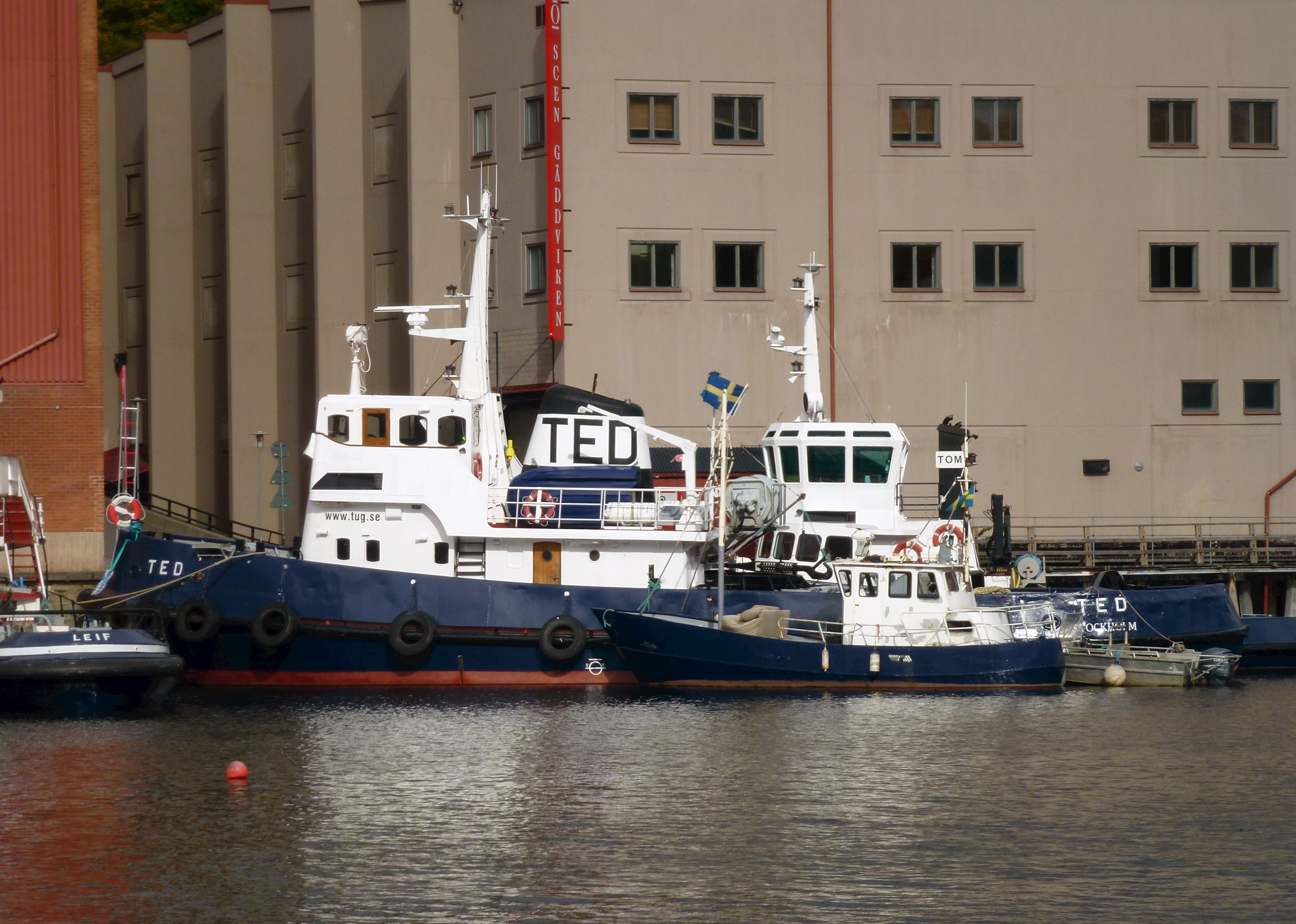
Ted i Gäddviken, 2013.

Ted är en isbrytande bogserbåt som byggdes 1961 vid skeppsvarvet AB Åsiverken i Åmål. Fartyget såldes 2018 till ILSP Rederi AB. 

## Historik

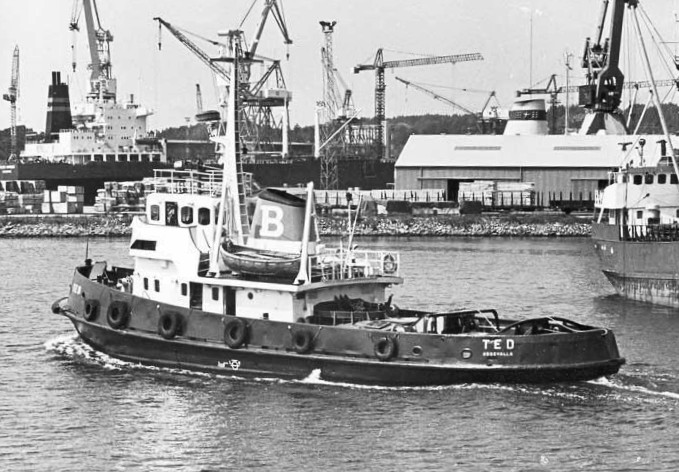
Ted i Uddevalla på 1960-talet.

Ted levererades den 9 dec 1961 till Ångbåts AB Bohusländska Kusten, Uddevalla. I maj 1969 förvärvades den av Uddevalla stad och övertogs den 1 november 1971 av AB Bohustug Ltd och den 7 oktober 1981 av Ångbåts AB Bohusländska Kusten i Uddevalla. Fartyget var då värderad till 1 750 000 kr.
I augusti 1983 såldes Ted till Uddevalla Bogser AB, och den 22 mars 1990 till Uddevalla Hamn AB. År 1993 såldes hon för 500 000 kr till Uddevalla Hamnterminal AB. Den 1 jan 1997 köptes fartyget av Röda Bolaget AB i Göteborg som inte behövde henne utan sålde vidare efter bara fyra dagar till Merirakennus OY, Helsingfors  för 1,9 Mkr. Den nye ägaren döpte henne om till Retu. 
I november 1998 återköptes hon till Sverige av Marin & Haverikonsult i Stockholm för 2,6 Mkr. I samband med det återfick fartyget sitt ursprungliga namn Ted.
Fartyget såldes 2018 till ILSP Rederi AB. 

## Skeppsdata
- Material skrov: Stål
- Mått (längd x bredd): 26,7 x 8,03 meter
- Djupgående: 4,20 meter
- Maskin: 8 cyl. MaK 421 ZU, 1 055 kW
- Hjälpmaskineri: 1 x 35 kVA + 1 x 80 kVA. 500 m x 32 mm bogserspel
- Dragkraft: 15 ton